# Östra Torskklobben
Östra Torskklobben och Västra Torskklobben är öar i Åland (Finland). De ligger i Skärgårdshavet och i kommunen Hammarland i landskapet Åland, i den sydvästra delen av landet. Öarna ligger omkring 37 kilometer norr om Mariehamn och omkring 290 kilometer väster om Helsingfors.
Arean för den av öarna koordinaterna pekar på är 12 hektar och dess största längd är 0,6 kilometer i sydöst-nordvästlig riktning. I omgivningarna runt Östra Torskklobben växer i huvudsak barrskog.